# Hervormde kerk (Wijk, Aalburg)
De Hervormde kerk staat aan de Grote Kerkstraat 30 in het buurt en oude dorp Wijk in Wijk en Aalburg in de gemeente Altena in de Nederlandse provincie Noord-Brabant. 
Elders in Wijk en Aalburg staat nog een tweede Hervormde kerk, die ligt aan de Maasdijk/Oude Kerkstraat. Daarnaast zijn er in Wijk en Aalburg nog de Hersteld Hervormde kerk aan de Engelsestoof en twee gereformeerde kerken.

## Geschiedenis
In de 13e eeuw werd het kerkgebouw in gebruik genomen.
De toren was gebouwd in de 15e eeuw.
In de 18e eeuw werd het schip volledig herbouwd, waarbij ook het koor werd verlaagd.
In 1944 raakte de kerktoren zwaar beschadigd. In 1955 werd de toren gerestaureerd.

## Opbouw
Het georiënteerde bakstenen kerkgebouw bestaat uit een westtoren, een driebeukig schip met vier traveeën in pseudobasilicale opstand en een koor van twee traveeën met een driezijdige koorsluiting. De vlakopgaande kerktoren heeft drie geledingen en wordt gedekt door een ingesnoerde naaldspits. Het schip met zijbeuken wordt gedekt door een gezamenlijk zadeldak, het koor wordt gedekt door een verlaagd zadeldak. De gevels van de kerk zijn voorzien van rondboogvensters en alleen het koor heeft rechthoekige ramen en steunberen.